# SN 1987A

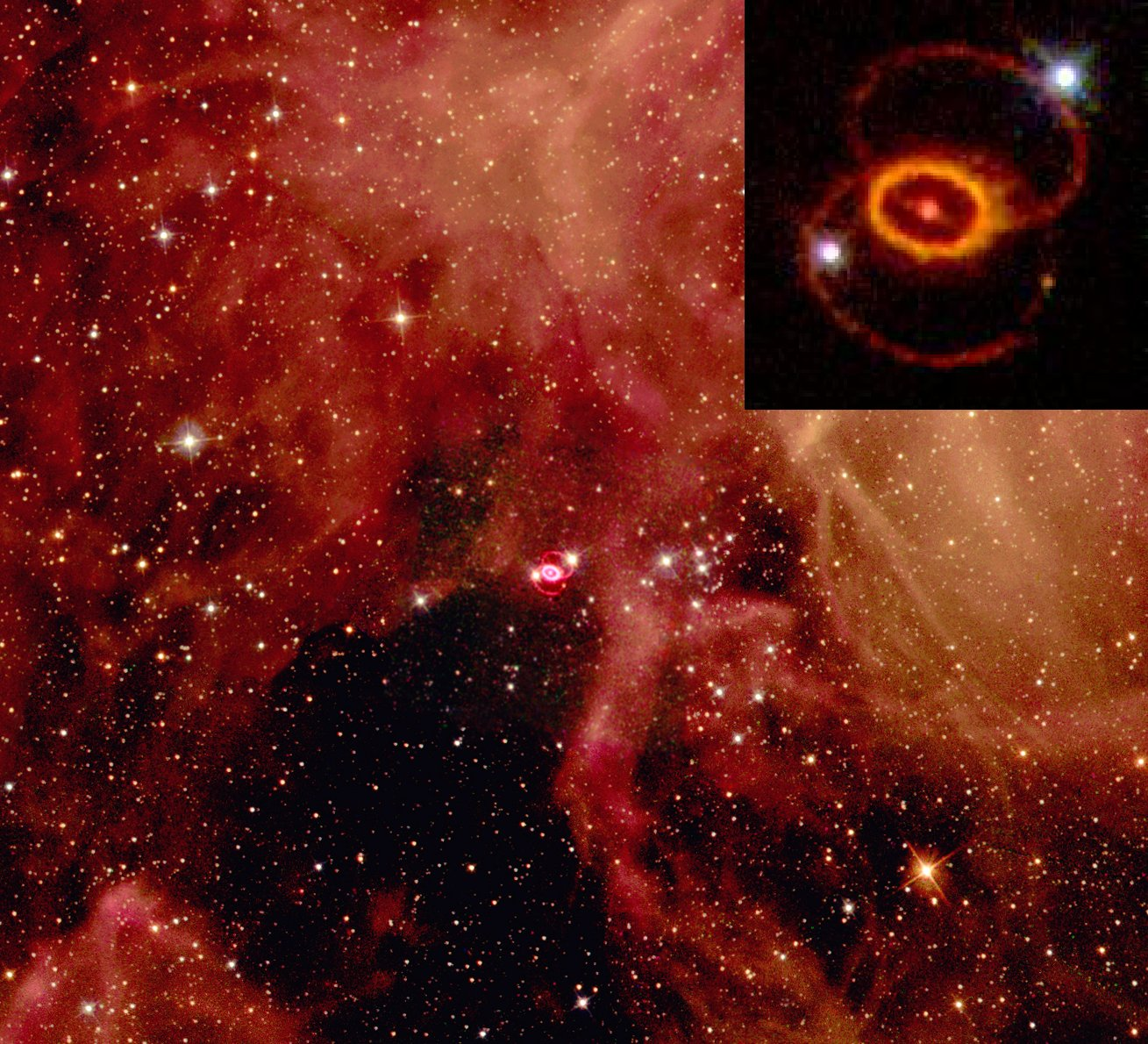
Anéis em torno da Supernova 1987A, com a ejeção da explosão da Supernova no centro do anel inteiro

A SN 1987A foi a primeira supernova estudada com aparelhagem moderna. Através dela, astrônomos de todo mundo puderam fortalecer ou eliminar as teorias que estudam a expansão do universo, tendo as supernovas como material de estudo. 
A Shelton Sn 1987A ocorreu na Nebulosa da Tarântula, na Grande Nuvem de Magalhães, uma galáxia anã a aproximadamente 170 mil anos-luz da Terra, tendo como progenitora (a que sofreu o colapso) uma estrela conhecida como Sanduleak -69º 202, uma supergigante azul. Pode  ser  vista a partir do hemisfério sul. Foi a  mais próxima supernova observada desde 1604, que ocorreu na própria Via Láctea.
Ela foi descoberta em 24 de fevereiro de 1987, por Ian Shelton da Universidade de Toronto, no Canadá, através do observatório Las Campanas, no Chile. Seu brilho  pico em maio, com uma magnitude aparente de cerca de  três e diminuiu lentamente nos meses seguintes. Foi  a primeira oportunidade para os astrônomos modernos para ver de perto uma supernova.